# Spherillo
Spherillo är ett släkte av kräftdjur. Spherillo ingår i familjen Armadillidae.

## Dottertaxa tillSpherillo, i alfabetisk ordning[1]
- Spherillo agataensis
- Spherillo albospinosus
- Spherillo aucklandicus
- Spherillo bipunctatus
- Spherillo bocki
- Spherillo boholensis
- Spherillo brachycephalus
- Spherillo brevicauda
- Spherillo brevis
- Spherillo caligans
- Spherillo canaliculatus
- Spherillo carinulatus
- Spherillo cingulatus
- Spherillo coecus
- Spherillo collaris
- Spherillo damarensis
- Spherillo danae
- Spherillo decoratus
- Spherillo dispersus
- Spherillo dorsalis
- Spherillo erinaceus
- Spherillo fissus
- Spherillo grisescens
- Spherillo grossus
- Spherillo hachijoensis
- Spherillo hasegawai
- Spherillo hawaiensis
- Spherillo hiurai
- Spherillo howensis
- Spherillo hypotoreus
- Spherillo inconspicuus
- Spherillo ingens
- Spherillo insularum
- Spherillo kunigamiensis
- Spherillo lifouensis
- Spherillo mactus
- Spherillo maculosus
- Spherillo marginatus
- Spherillo marmoratus
- Spherillo marquesarum
- Spherillo melanurus
- Spherillo misellus
- Spherillo monolinus
- Spherillo nepalensis
- Spherillo nicobaricus
- Spherillo nigroflavus
- Spherillo nipponicus
- Spherillo nobilis
- Spherillo obliquipes
- Spherillo obsculus
- Spherillo obscurus
- Spherillo opacus
- Spherillo orientalis
- Spherillo panningi
- Spherillo philippinensis
- Spherillo pictus
- Spherillo politus
- Spherillo pomarius
- Spherillo punctatus
- Spherillo purpurascens
- Spherillo pygmaeus
- Spherillo raffaelei
- Spherillo ruficornis
- Spherillo rufomarginatus
- Spherillo rufoniger
- Spherillo russoi
- Spherillo sarasinorum
- Spherillo scamnorum
- Spherillo setaceus
- Spherillo societatis
- Spherillo sollers
- Spherillo speciosus
- Spherillo spicatus
- Spherillo squamatus
- Spherillo telsogrossus
- Spherillo tomiyamai
- Spherillo tsukamotoi
- Spherillo weberi
- Spherillo velutinus
- Spherillo vitiensis
- Spherillo zebricolor
- Spherillo zonalis